# Cinnamomum longipaniculatum
Cinnamomum longipaniculatum là loài thực vật có hoa trong họ Nguyệt quế. Loài này được (Gamble) N.Chao ex H.W.Li miêu tả khoa học đầu tiên năm 1975.